# Blyberg, Älvdalens kommun
Blyberg (älvdalska Blibjärr) är en småort i Älvdalens socken i södra delen av Älvdalens kommun, 13 kilometer sydost om tätorten Älvdalen och 27 kilometer nordväst om Mora.
Byn består av två delar, en "huvudby" samt en "förort" som heter Blybergsvilan. Blybergsvilan ligger nere i Österdalälvens dalgång och genom den passerar riksväg 70. Från Blybergsvilan är det cirka två kilometer upp till själva Blyberg, som ligger på bergssidan av Blyberget. I byn talas lokalspråket älvdalska.
I Blyberg bryts blybergsporfyr, en dalaporfyr, som bland annat efter slipning och polering på Älvdalens porfyrverk i Älvdalen användes för sockeln på den 1808 invigda Gustav III:s staty i Stockholm.

## Befolkningsutveckling
| Befolkningsutvecklingen i Blyberg 1950–2015   | Befolkningsutvecklingen i Blyberg 1950–2015 | Befolkningsutvecklingen i Blyberg 1950–2015 | Befolkningsutvecklingen i Blyberg 1950–2015 | Befolkningsutvecklingen i Blyberg 1950–2015 |
| --------------------------------------------- | ------------------------------------------- | ------------------------------------------- | ------------------------------------------- | ------------------------------------------- |
|                                               |                                             |                                             |                                             |                                             |
| År                                            |                                             |                                             | Folkmängd                                   | Areal (ha)                                  |
| 1950                                          | 1950                                        |                                             | 295                                         |                                             |
| 1960                                          | 1960                                        |                                             | 300                                         |                                             |
| 1965                                          | 1965                                        |                                             | 222                                         |                                             |
| 1990                                          | 1990                                        |                                             | 102                                         | 28#                                         |
| 1995                                          | 1995                                        |                                             | 98                                          | 35#                                         |
| 2000                                          | 2000                                        |                                             | 119                                         | 36#                                         |
| 2005                                          | 2005                                        |                                             | 115                                         | 39#                                         |
| 2010                                          | 2010                                        |                                             | 110                                         | 44#                                         |
| 2015                                          | 2015                                        |                                             | 133                                         | 80#                                         |
| Anm.: Upphörde som tätort 1970. # Som småort. |                                             |                                             |                                             |                                             |

## Blybergs by
I Blyberg finns det bland annat två bystugor (den gamla och den nya), en boule- och hockeyplan, porfyrbrott, badplats och midsommarstång.

## Blybergsvilan
Blybergsvilan domineras i dag av Blybergssågen, men det finns även ett fåtal hushåll med åretruntboende. Vid Blybergsvilan ligger även Blybergs kraftstation.
Genom Blybergsvilan passerar, förutom riksvägen, även järnvägen mellan Mora och Älvdalen (numera endast till Märbäck, några km söder om Älvdalen). Tidigare låg Blybergs station i Blybergsvilan, men persontrafiken är sedan länge nedlagd och stationshuset rivet. Järnvägen används numer främst för transporter av flis från sågverket.

## Evenemang

### Midsommar
I Blyberg firas midsommar traditionsenligt på midsommaraftonen. Under dagen så hjälps man åt att binda rankan (kallad "rumpa" på älvdalska) och kransarna till stången. Detta sker i regel hemma på gården hos "fauterna". På eftermiddagen så tågar man sedan till midsommarstången, som finns mitt i byn, med rumpa och kransar. Tåget leds av byns spelmän. Framme vid stången klär man stången och reser denna innan årets midsommartal hålls och barnen sedan får dansa kring stången tills spelmännens musik.
En nyare tradition på midsommar är att man håller en kubbturnering mellan det att kransarna och rumpan är bundna och de ska bäras till midsommarstången.

#### Fauter
De som står för arrangörer för midsommarfirandet i Blyberg kallas för "fauter". (Ordet "faut" kommer från det älvdalska ordet för fogde.) Ansvaret för att vara "faut" vandrar runt mellan olika familjer i byn.

#### Flaggor
Enligt traditionen så ska de som gift sig under det gångna året sy flaggorna till midsommarstången.

### Blybergsdagen
På onsdagen i vecka 30 anordnas varje år Blybergsdagen, som en del i Älvdalens Bygdevecka. Under denna dag så visas olika delar av byn upp under marknadsliknade former med bland annat försäljning av hantverk och mat, utställningar, rundturer med häst och vagn och guidade turer till porfyrbrottet.